# Apollodoros (5. Jahrhundert v. Chr.)
Apollodoros (altgriechisch Άπολλόδωρος) (tätig im 5. Jahrhundert v. Chr.) war ein griechischer Bildhauer bzw. Erzgießer aus Athen. Er wird bei Plinius dem Älteren erwähnt. Danach soll er eine Reihe von Philosophenstatuen geschaffen haben. Plinius beschreibt ihn als einen so gewissenhaften Künstler, dass er bereits fertiggestellte Werke, die ihm nicht vollkommen genug waren, wieder zerstörte. Deshalb sei er auch „Apollodoros der Wahnsinnige“ (insanus, μανικός) genannt worden.
Es lässt sich ihm kein erhaltenes Werk mit Bestimmtheit zuschreiben. Mit ihm wird manchmal eine Künstlerinschrift in Athen in Verbindung gebracht, doch ist diese Zuweisung zweifelhaft. Silanion hat ein Porträt von ihm geschaffen.
Möglicherweise ist der Bildhauer Apollodoros identisch mit dem gleichnamigen Sokrates-Schüler.